# ジュゼッペ・ヴェルディ

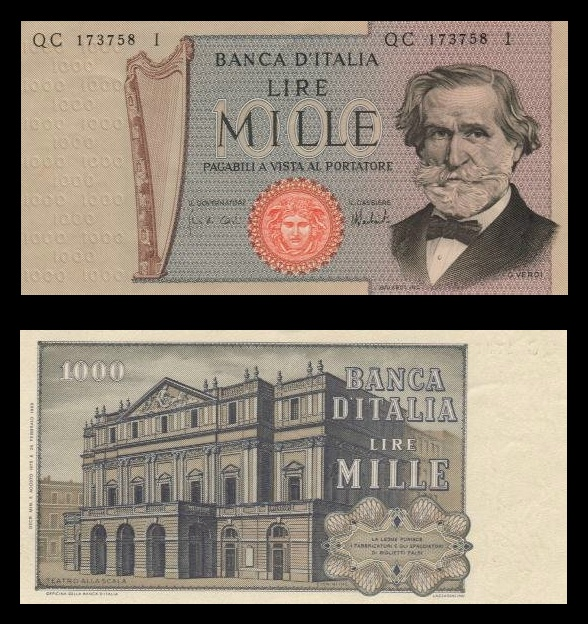
ジュゼッペ・ヴェルディの肖像がデザインされている1000リラ紙幣

ジュゼッペ・フォルトゥニーノ・フランチェスコ・ヴェルディ（Giuseppe Fortunino Francesco Verdi、1813年10月10日 - 1901年1月27日）は、イタリアの作曲家。19世紀を代表するイタリアのロマン派音楽の作曲家であり、主にオペラを制作した。「オペラ王」の異名を持つ。
代表作は『ナブッコ』、『リゴレット』、『椿姫』、『アイーダ』などがある。彼の作品は世界中のオペラハウスで演じられ、またジャンルを超えた展開を見せつつ大衆文化に広く根付いている。ヴェルディの活動はイタリア・オペラに変革をもたらし、現代に至る最も重要な人物と評される。1962年から1981年まで、1000リレ（リラの複数形）イタリアの紙幣に肖像が採用されていた。

## 生涯

### 年少時

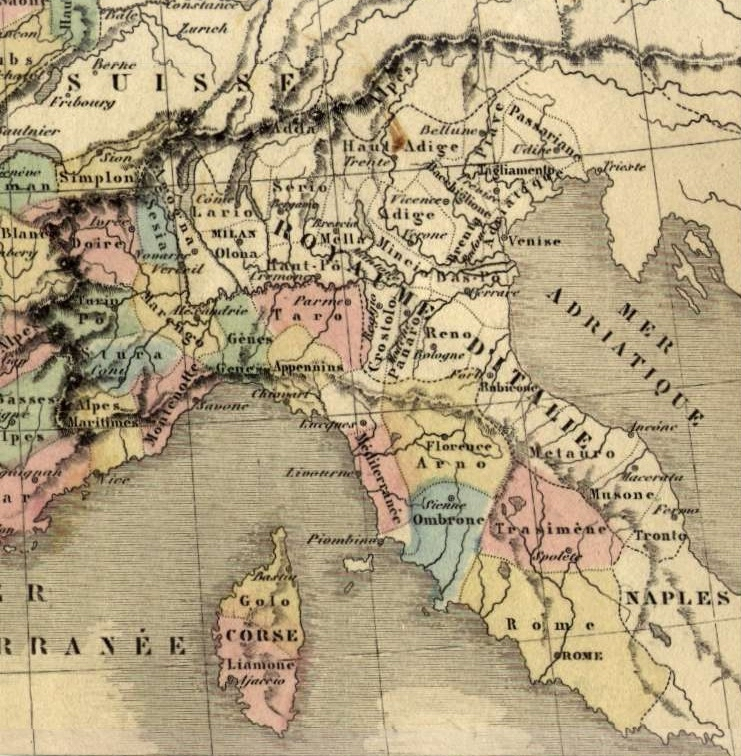
半島つけ根内陸の赤い部分がタロ (Taro) 地区

ヴェルディは父カルロ・ジュゼッペ・ヴェルディと母ルイージ・ウッティーニの間に初めての子供として生まれる。（後に妹も生まれた）生誕地はブッセート近郊の小村レ・ロン・コーレ村だが、ここはパルマ公国を併合したフランス第一帝政のタロ地区に組み込まれていた。彼はカトリック教会で洗礼を受け、ヨセフ・フォルトゥニヌス・フランシスクス (Joseph Fortuninus Franciscus) のラテン名を受けた。登録簿には10月11日付け記録に「昨日生まれた」とあるが、当時の教会歴の日付は日没で変更されていたため、誕生日は9日と10日のいずれの可能性もある。翌々日の木曜日、父は3マイル離れたブッセートの町で新生児の名前をジョセフ・フォルテュナン・フランソワ (Joseph Fortunin François) と申請し、吏員はフランス語で記録した。こうしてヴェルディは、偶然にもフランス市民として誕生することになった。
カルロは農業以外にも小売や宿、郵便取り扱いなどを行い、珍しく読み書きもできる人物だった。ヴェルディも父の仕事を手伝う利発な少年だった。だが彼は早くも音楽に興味を覚え、旅回りの楽団や村の聖ミケーレ教会のパイプオルガンを熱心に聴いた。8歳の時、両親は中古のスピネットを買い与えると、少年は熱中して一日中これに向かった。請われて演奏法を教えた教会のオルガン弾きバイストロッキは、やがて小さな弟子が自分の腕前を上回ったことを悟り、時に自分に代わってパイプオルガンを演奏させた。やがて評判は広がり、カルロと商取引で関係があった音楽好きの商人アントーニオ・バレッツィの耳にも届いた。バレッツィの助言を受けたカルロは、息子の才能を伸ばそうとブッセートで学ばせることを決断した。

### ブッセートとミラノ
1823年、10歳のヴェルディは下宿をしながら上級学校で読み書きやラテン語を教わり、そして音楽学校でフェルディナンド・プロヴェージから音楽の基礎を学んだ。バレッツィの家にも通い、公私ともに援助を受ける一方で、彼を通じて町の音楽活動にも加わるようになった。作曲や演奏、そして指揮などの経験を重ね、ヴェルディの評判は町に広がった。17歳になった頃にはバレッツィ家に住むようになり、長女マルゲリータ・バレッツィと親密な間柄になっていったこともある。
しかし、更なる進歩を得ようと当時の音楽の中心地ミラノへ留学を目指した。費用を賄うためにモンテ・ディ・ピエタ奨学金を申請し、バレッツィからの援助も受け1832年6月にミラノに移り住んだ。ヴェルディは既に規定年齢を超えた18歳であったが、これを押して音楽院の入学を受けた。しかし結果は不合格に終わり、仕方なく音楽教師のヴィンチェンツォ・ラヴィーニャから個人指導を受けた。

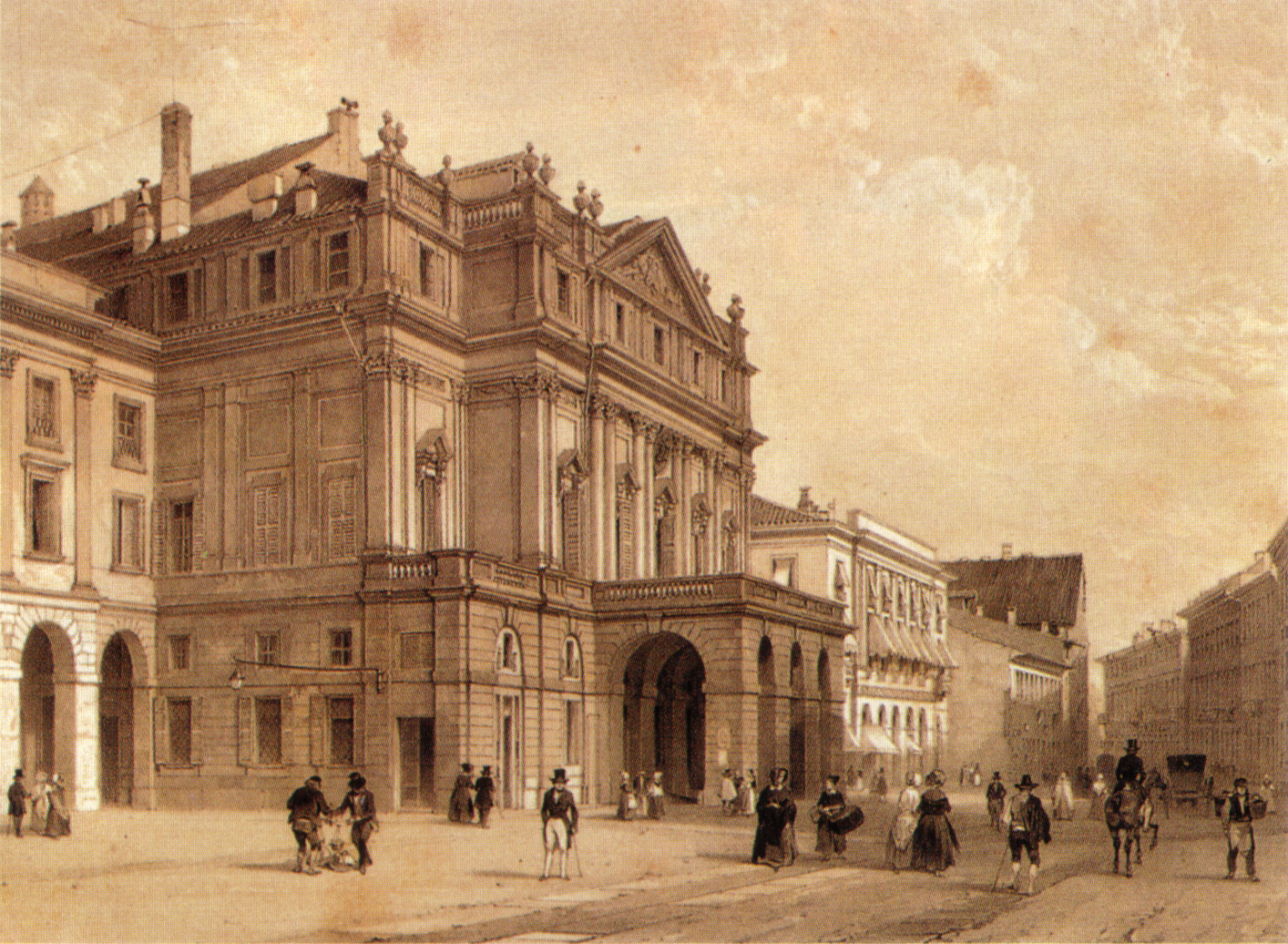
19世紀のスカラ座。

音楽院でソルフェージュ教師を務めるラヴィーニャは、またスカラ座で作曲や演奏も担当していた。彼はヴェルディの才能を認め、あらゆる種類の作曲を指導し、数々の演劇を鑑賞させ、さらにスカラ座のリハーサルまで見学させた。知り合った指揮者のマッシーニを通じて見学したリハーサルでたまたま副指揮者が遅れ、ヴェルディがピアノ演奏に駆り出されると、熱中するあまり片手で指揮を執り始めた。絶賛したマッシーニが本番の指揮を託すと、演奏会は成功を収め、ヴェルディにはわずかながら音楽の依頼が舞い込むようになった。
そのような頃、プロヴェージ死去の報が届いた。彼は大聖堂のオルガン奏者、音楽学校長、町のフィルハーモニー指揮者兼音楽監督などブッセートの重要な音楽家であった。バレッツィはヴェルディを呼び戻して後継させようとしたが、進歩的なプロヴェージを嫌っていた主席司祭が対立候補を立て、町を巻き込んだ争いに発展した。ミラノに後ろ髪を引かれつつもバレッツィへの義理から、1836年2月にヴェルディはパルマで音楽監督試験を受け絶賛されつつ合格し、ブッセートへ戻って職に就いた。
22歳のヴェルディは着任したブッセートでまじめに仕事に取り組み、同年マルゲリータと結婚し、1837年に長女ヴィルジーニアが生まれた。しかし心中では満足できず、秘かに取り組んでいた作曲『ロチェステル』を上演できないかとマッシーニへ働きかけたりした。1838年には長男イチリオが生まれ、歌曲集『六つのロマンス』が出版されたが、同じ頃ヴィルジーニアが高熱に苦しんだ末に亡くなった。イチリオの出産以来体調が優れないマルゲリータや、未だ尾を引く主席司祭側とのいざこざ、自らの音楽への探求、そして生活の変化を目指し、ヴェルディは再びミラノへ行くことを決断した。

### 処女作『オベルト』
引き続きバレッツィの支援を受けてミラノに居を移したヴェルディは、つてを頼って書き上げたオペラ作曲『オベルト』をスカラ座支配人メレッリに届け、小規模な慈善興行でも公演できないか打診した。しばらく待たされたが色好い返事を受け、1839年初頭にはソプラノのジュゼッピーナ・ストレッポーニやテノールのナポレオーネ・モリアーニらを交えたリハーサルが行われた。しかし、モリアーニの体調不良を理由に公演は中止され、ヴェルディは落胆した。
ところが、今度はメレッリ側から『オベルト』をスカラ座で本公演する働きかけがあった。これはストレッポーニが作品を褒めたことが影響した。台本はテミストークレ・ソレーラの修正を受け、秋ごろにはリハーサルが始まった。この最中、息子イチリオが高熱を発し、わずか1歳余りで命を終えた。動き出した歯車を止める訳にはいかないヴェルディは悲しみを胸に秘めたまま準備を進め、11月17日に『オベルト』はスカラ座で上演された。
ヴェルディ初作品は好評を得て、14回上演された。他の町からも公演の打診があり、楽譜はリコルディ社から出版され、売上げの半分はヴェルディの収入となった。メレッリは新作の契約をヴェルディと結び、今後2年間に3本の製作を約束させた。不幸にも遭ったがこれでやっと妻に楽をさせられるとヴェルディは安堵していた。

### 黄金の翼
次回作にメレッリは『追放者』というオペラ・セリアを提案したがヴェルディは気が乗らず、代わりにオペラ・ブッファ（喜劇）『贋のスタラチオ』を改題して取り組むことになった。ところが1840年6月18日、マルゲリータが脳炎に罹り死去した。妻子を全て失ったヴェルディの気力は萎えメレッリに契約破棄を申し入れたが拒否され、どこか呆然としたまま『一日だけの王様』を仕上げた。9月5日、スカラ座の初演で、本作は散々な評価を下され、公演は中断された。ヴェルディは打ちひしがれて閉じこもり、もう音楽から身を引こうと考えた。

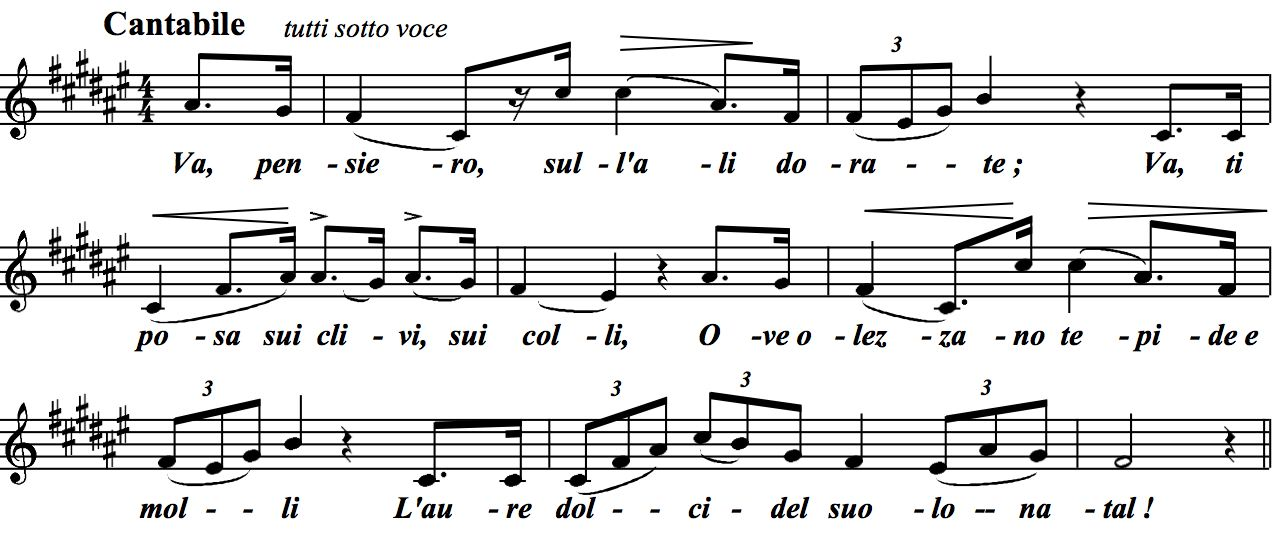
「行け、わが想いよ (Va, pensiero)」の旋律

年も押し迫ったある日の夕方、街中でメレッリとヴェルディは偶然会った。メレッリは彼を強引に事務所に連れ、旧約聖書のナブコドノゾール王を題材にした台本を押し付けた。もうやる気の無いヴェルディは帰宅し台本を放り出したが、開いたページの台詞「行け、わが思いよ、黄金の翼に乗って (Va, pensiero, sull'ali dorate)」が眼に入り、再び音楽への意欲を取り戻した。

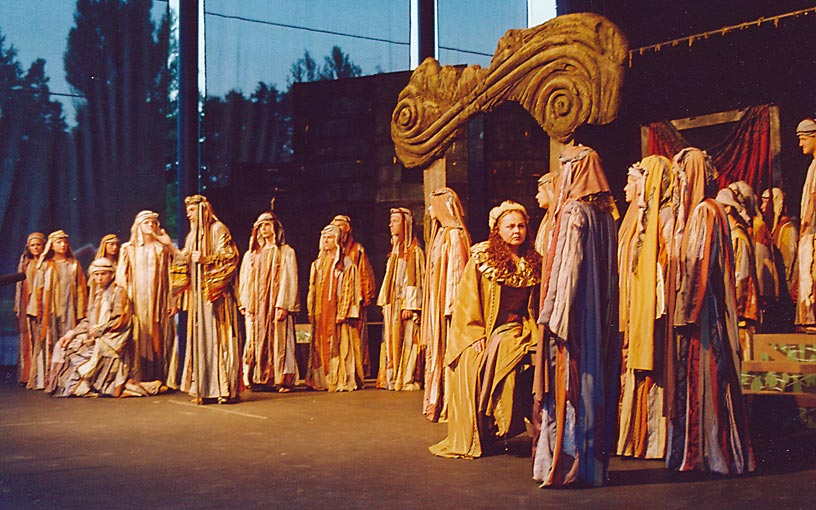
『ナブッコ』の舞台（2004年）

ソレーラに脚本の改訂を行わせ、作曲を重ねたヴェルディは1841年秋に完成させた。彼は謝肉祭の時期に公演される事に拘り、様々な準備を経て1842年3月9日にスカラ座で初演を迎えた。観客は第1幕だけで惜しみない賞賛を贈り、黄金の翼の合唱では当時禁止されていたアンコールを要求するまで熱狂した。1日にしてヴェルディの名声を高めたオペラ『ナブッコ』は成功を収めた。

### ガレー船の年月と『マクベス』
『ナブッコ』は春に8回、秋にはスカラ座新記録となる57回上演された。ヴェルディは本人の好みに関わらず社交界の寵児となり、クララ・マッフェイの招きに応じてサロット・マッファイのサロンに加わった。このような場で彼はイタリアを取り巻く政治的な雰囲気を感じ取った。一方メレッリとは高額な報酬で次回作の契約を交わし、1843年2月に愛国的な筋立ての『十字軍のロンバルディア人』が上演され、これもミラノの観衆を熱狂させた。2作は各地で公演され、『ナブッコ』の譜面はマリーア・アデライデ・ダズブルゴ＝ロレーナに、『十字軍のロンバルディア人』のそれはマリア・ルイーザにそれぞれ贈られた。
数々の劇場からオファーを受けたヴェルディの次回作はヴィクトル・ユーゴー原作から『エルナーニ』が選ばれ、台本は駆け出しのフランチェスコ・マリア・ピアーヴェが担当した。ヴェルディは劇作に妥協を許さず何度もピアーヴェに書き直しを命じ、出演者も自ら選び、リハーサルを繰り返させた。1844年3月にヴェネツィアのフェニーチェ劇場で初演を迎えた本作も期待を違えず絶賛された。それでもヴェルディは次を目指し、後に「ガレー船の年月」と回顧する多作の時期に入った。
ローマ用に制作したジョージ・ゴードン・バイロン原作の『二人のフォスカリ』（1844年11月）、ジャンヌ・ダルクが主役のフリードリヒ・フォン・シラー作の戯曲から『ジョヴァンナ・ダルコ』（1845年2月）、20日程度で書き上げた『アルツィーラ』（8月）が立て続けに上演され、どれも相応の評価を受けた。しかしヴェルディはリウマチに苦しみ、連作の疲れに疲弊しつつあった。続く『アッティラ』では男性的な筋からソレーラに台本を依頼するも仕事が遅い上に途中でスペイン旅行に出掛ける始末でヴェルディを苛つかせた。ついにピアーヴェに仕上げさせるとソレーラとは袂を分けた。1846年3月の封切でも好評を博したが、過労が顕著になり医者からは休養を取るようにと助言された。
1846年春から、ヴェルディは完全に仕事から離れて数ヶ月の休養を取った。そして、ゆっくりと『マクベス』の構想を練った。ウィリアム・シェイクスピアの同名戯曲を題材に、台本を制作するピアーヴェには何度も注文をつけた。時代考証のために何度もロンドンへ問い合わせ、劇場をフィレンツェのベルゴラ劇場に決めると前例の無い衣裳リハーサルまで行なわせた。特筆すべきは、出演者へ「作曲家ではなく詩人に従うこと」と繰り返し指示した点があり、そのために予定された容姿端麗のソプラノ歌手を断りもした。ここからヴェルディは音楽と演劇の融合を強く意識して『マクベス』制作に臨んだことが窺える。さらにはゲネプロ中に最も重要と考えた二重唱部分の稽古をさせるなど、妥協を許さぬ徹底ぶりを見せた。1847年3月、初演でヴェルディは38回カーテンコールに立ち、その出来映えに観客は驚きを隠さなかった。ただし評価一辺倒ではなく、華麗さばかりに慣れた人々にとって突きつけられた悲劇的テーマの重さゆえに戸惑いの声も上がった。本作の価値が正しく評価されるには20世紀後半まで待たされた。

### ジュゼッピーナと革命
次の作品『群盗』は初めてイギリス公演向けに書かれた。ヴェルディはスイス経由でパリに入り、弟子のエマヌエレ・ムツィオをロンドンへ先乗りさせ、引退して当地に移り住んでいたジュゼッピーナ・ストレッポーニと久しぶりに会った。準備状況を知るとヴェルディもロイヤル・オペラ・ハウスに入り最後の詰めを行って、『群盗』は1847年7月にヴィクトリア女王も観劇する中で開演された。観客は喝采したが評論家には厳しい意見もあり、騒がしい、纏まりが無いという評もあった。これらは台本の弱さや歌手への配慮などが影響した点を突いていたが、『群盗』には後にヴェルディが得意とする低域男性二重唱や美しい旋律もあり、概して彼の国際的名声を高めた。
帰路、ヴェルディはパリに止まってオペラ座の依頼を受けた。しかし完全な新作を用意する余裕は無く、『十字軍のロンバルディア人』をフランス語に改訂した『イェルサレム』を制作した。そしてこの期間、頻繁にジュゼッピーナと逢い、やがて一緒に住むようになった。11月に公演された『イェルサレム』の評判はいまひとつで終わったが、彼は理由をつけてパリに留まり、バレッツィを招待さえした。1848年2月には契約で制作した『海賊』をミラノのムツィオに送りつけ、彼はジュゼッピーナとの時間を楽しんでいた。そして二月革命の目撃者となったが、気楽な外国人の立場でそれを楽しんでさえいた。
二月革命の影響は周辺諸国にも拡がり、3月にはミラノでもデモが行われ、オーストリア軍との衝突が勃発し、ついにはこれを追い出し臨時市政府が樹立された。ヴェルディがミラノに戻ったのはこの騒動が一段落した4月で、「志願兵になりたかった」という感想こそ漏らしたが5月には仕事を理由にまたパリへ向かい、暫定政権崩壊を眼にすることは無かった。市郊外のパッシーでジュゼッピーナと暮らしたヴェルディは戻らず、『海賊』は初演に立ち会わない初めてのオペラとなった。しかし彼は無関心を決め込んでいたわけではなく、フランスやイギリスを見聞した経験等からイタリアでも統一の機運が高まる事、しかしそれには様々な問題がある事に思いを馳せていた。彼の次の作品は祖国への愛を高らかに歌う『レニャーノの戦い』であり、新たに共和国が樹立されたローマで開演された。ジュゼッピーナを伴いヴェルディは訪問したが、観劇者たちは興奮して「イタリア万歳」を叫び、彼を統一のシンボルとまでみなし始めていた。
喧騒の渦中にあり、またコレラ蔓延などを理由に都市部を嫌ったヴェルディは1849年夏にジュゼッピーナを連れてブッセートに戻り、オルランディ邸で暮らし始めた。ここで彼は『ルイザ・ミラー』や『スティッフェーリオ』を仕上げ、人間の心を掘り下げる次回作に取り組んだ。一方、街の人々がふたり、特にジュゼッピーナに向ける眼は厳しかった。気に留めないヴェルディが仕事で町を離れる時は、彼女はパヴィーアに母を訪ねて一人残らないようにした。

### 『リゴレット』
台本制作を指示されたピアーヴェは戸惑った。ヴェルディが選んだ次回作の元本はとてもオペラにはそぐわないと思われたからだった。華やかさも無く、強い政治色に、不道徳的なあらすじ、そして呪いを描いた本作は演劇としてパリで上演禁止となった代物だった。案の定上演予定のヴェネツィアの検閲で拒否された。何度かの修正が加わったが、譲れない所にはヴェルディは強硬だった。原作者ユーゴーさえオペラ化に反対した作品『王は楽しむ』は、封切り予定1ヶ月前に許可が下り、1851年3月に初演を迎えた。これが『リゴレット』であった。
『リゴレット』はあらゆる意味で型破りな作品だった。皮切りでお決まりの合唱も無く、会話から始まる第一幕。カヴァティーナ（緩）からカバレッタ（急）の形式を逆転させたアリア、朗読調の二重唱、アリアと見紛う劇的なシェーナ（劇唱）の多用、渾身の自信作「女ごころの唄」、そして『マクベス』以来ヴェルディが追い求めた劇を重視する姿勢、嵐など自然描写の巧みさ、主人公であるせむしの道化リゴレットの怒り、悲哀、娘への愛情など感情を盛り立てる筋と音楽は観衆を圧倒し、イタリア・オペラ一大傑作が誕生した。

### サンターガタの農場
『リゴレット』の成功は、ヴェルディに創作活動の充実に充分な財産、そして時間に追われず仕事を選べる余裕をもたらした。しかし私生活は万事順調とはいかなかった。ジュゼッピーナに向けられるブッセートの眼は相変わらず厳しく、それは家族も例外ではなかった。しかも父カルロが息子の管財人になったと吹聴してまわり、干渉を嫌うヴェルディは両親と距離を置き、1851年春に以前購入していた郊外のサンターガタ（ヴィッラノーヴァ・スッラルダ）にある農場に居を移した。6月に母が亡くなった事に悲しむが、ヴェルディは次の作品に取り組んで気を紛らわした。年末にはジュゼッピーナのためパリに移り、その突然さからバレッツィと少々揉めたが、翌年サンターガタに戻った2人と元々ジュゼッピーナに味方する義父は、その関係を修復できた。
1853年1月ローマのアポロ劇場で封切りされた『イル・トロヴァトーレ』は若干旧来の形式に巻き戻されたものだったがカヴァティーナ形式の傑作として成功を収め、ほぼ同時に構想を練った次回作に取り組んだ。しかしこの『椿姫』3月のヴェネツィア初演は、ムツィオに宛てた手紙に書かれたように「失敗」となり2回公演で打ち切られた。充分なリハーサルも取れなかった上、病弱なヒロインを演じるにはソプラノ歌手の見た目は健康的過ぎた。3幕でヒロインが死ぬシーンでは失笑さえ漏れた。しかしヴェルディは雪辱に燃え、配役などを見直して5月に同じヴェネツィアで再演すると、今度は喝采を浴びた。この作品はヴェルディ唯一のプリマドンナ・オペラであった。
しばらくの間サンターガタで休息を取り、ヴェルディはグランド・オペラへの挑戦という野心を秘めパリに乗り込んだ。しかしこれは成就しなかった。『シチリアの晩鐘』制作では、オペラ座所属の台本作家ウジェーヌ・スクリーブに、その仕事の遅さも内容も満足できなかった。この仕事は彼を1年以上も拘束し、ついには契約破棄さえ持ち出した。同作は1855年6月に公演され好評を得たが、結果的にヴェルディにとって身が入らないものとなった。彼はすぐにでもイタリアに戻って「キャベツを植えたい」と言ったが、過去の作品を翻訳上演する契約などに縛られ、サンターガタに還ったのは年末になった。
サンターガタの農場はヴェルディの心休まる場となっていた。既に多くの小作人を雇うまでに順調な経営は収益を上げ、彼は音楽を忘れてジュゼッピーナと農作業の日々を楽しんだ。しかし作曲に向かう衝動は抑えがたく、彼はまた制作に身を投じる。先ず手掛けたのが『スティッフェーリオ』の改訂だった。舞台を中世イギリスに変更してピアーヴェに書き直させた本作は『アロルド』という題で公開された。この頃には上演に応じた報酬が作曲家に払われる習慣が根付いたため、これもヴェルディの収入を安定させた。次に送り出した新作『シモン・ボッカネグラ』は朗読を重視して歌を抑え、管弦楽法による特に海の場面描写に優れた逸品だったが、1857年3月の初演では配役に恵まれず、あまり評価されなかった。

### ヴェルディ万歳

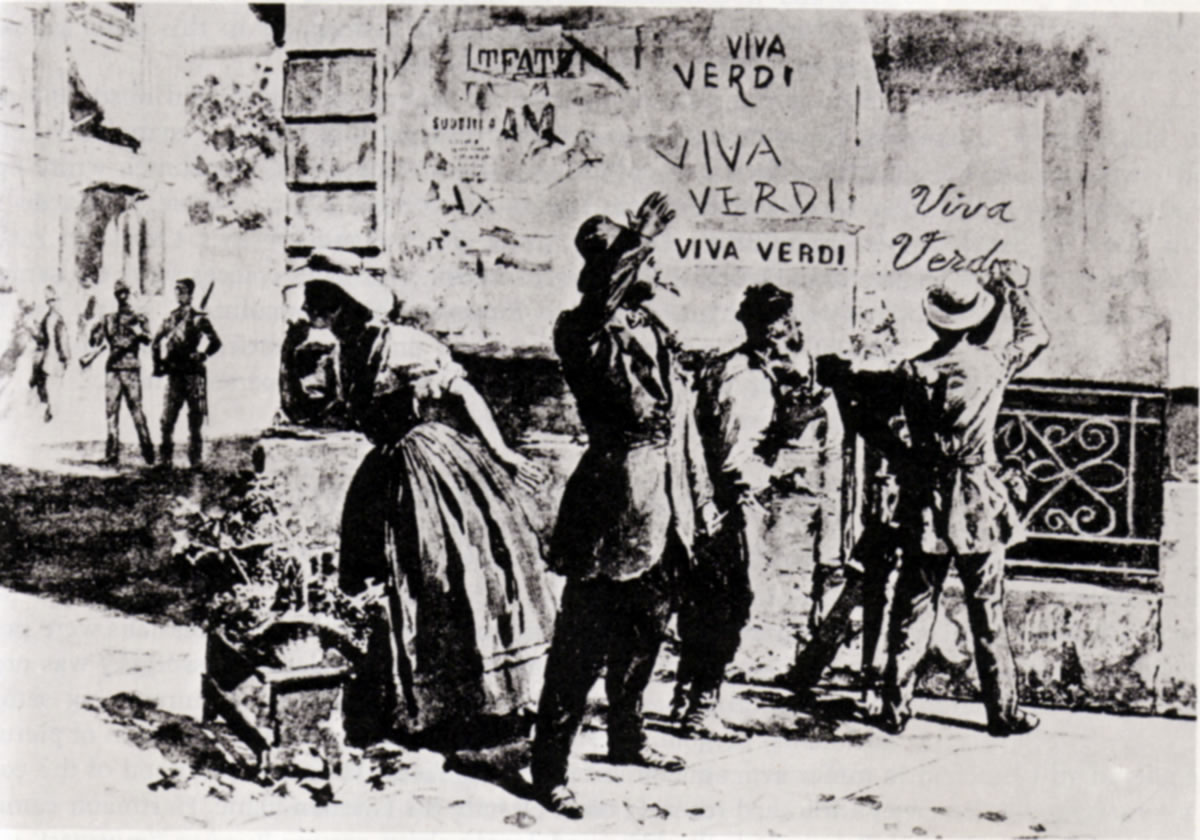
掲げられた「ヴェルディ万歳」。1859年のイラスト。

ヴェルディが次回作に選んだ題材は、様々な問題を生じた。ウジェーヌ・スクリーブの『グスタフ3世』は、スウェーデン王グスタフ3世を題材としており、そもそも実在の王族を登場人物にすることはナポリでは禁じられていた。しかも暗殺されるという筋は検閲当局が先ず認めない。さらにはナポレオン3世の暗殺未遂事件が起き、状況は悪化した。契約していた興行主のアルベルティは台本の変更を主張するがヴェルディは認めず、ついには裁判沙汰になった。これはヴェルディに不利だったが世論が彼を後押しし、結果『シモン・ボッカネグラ』公演へ契約を変更することで和解した。ヴェルディはナポリ上演のためにほぼ完成していた『グスターヴォ三世』をローマに持ち込み、舞台をスウェーデンからアメリカ・ボストンに変更した上で、いくつかのアリアを差替えるなど編曲した上で、アポロ劇場での公演に漕ぎ着けた。こうして1859年2月に改題を加えた『仮面舞踏会』は開幕された。
楽曲の美しさと演劇性を高度に両立させた内容の秀逸さもさることながら、その筋が時代の雰囲気に適合し、『仮面舞踏会』に観客は熱狂した。サルデーニャ国王ヴィットーリオ・エマヌエーレ2世は、周辺諸国との関係変化を受け1月の国会で統一に向けた演説を行い、イタリア全土で機運が高まっていた。このスローガンViva Vittorio Emanuele Re
D'Italia（イタリアの王ヴィットーリオ・エマヌエーレ万歳）が略され「Viva VERDI」（ヴェルディ万歳）と偶然になったことが起因し、彼を時代の寵児に押し上げた。このオペラの成功によってローマのアカデミア・フィラルモニカ名誉会員に選出されたヴェルディは、一方で聴衆は作品に正当な評価を向けていないと感じ、「もうオペラは書かない」と言って次の契約を断り、サンターガタの農場へ身を引っ込めた。

### 再婚と政治

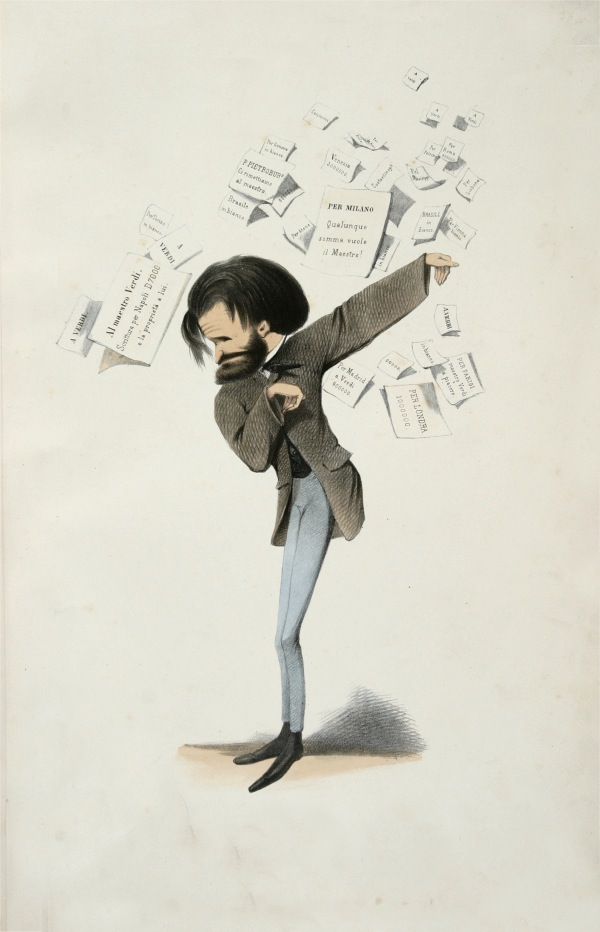
メルキオーレ・デルフィコによって漫画化されたヴェルディ、1860年

1859年8月29日、ヴェルディとジュゼッピーナはサヴォアのコロンジュ・スー・サレーヴで結婚式を挙げた。45歳の新郎と43歳の新婦は、馬車の御者と教会の鐘楼守だけしか参列しない簡単で質素な式を挙げた。夫妻は平穏な生活を送ったが、イタリアは第二次独立戦争でオーストリアに勝利し、この知らせにはヴェルディも喜んだ。
だがそれはすぐに失望へ変わった。同じくオーストリアと対立しイタリアを支援したナポレオン3世が秘かにオーストリアと通じヴィッラフランカの講和に踏み切った。エマヌエーレ2世はしぶしぶこれを呑み、宰相カミッロ・カヴールは辞任した。しかし、各公国の領主層はことごとく亡命し、民衆による暫定政府が立ち上げられていた。

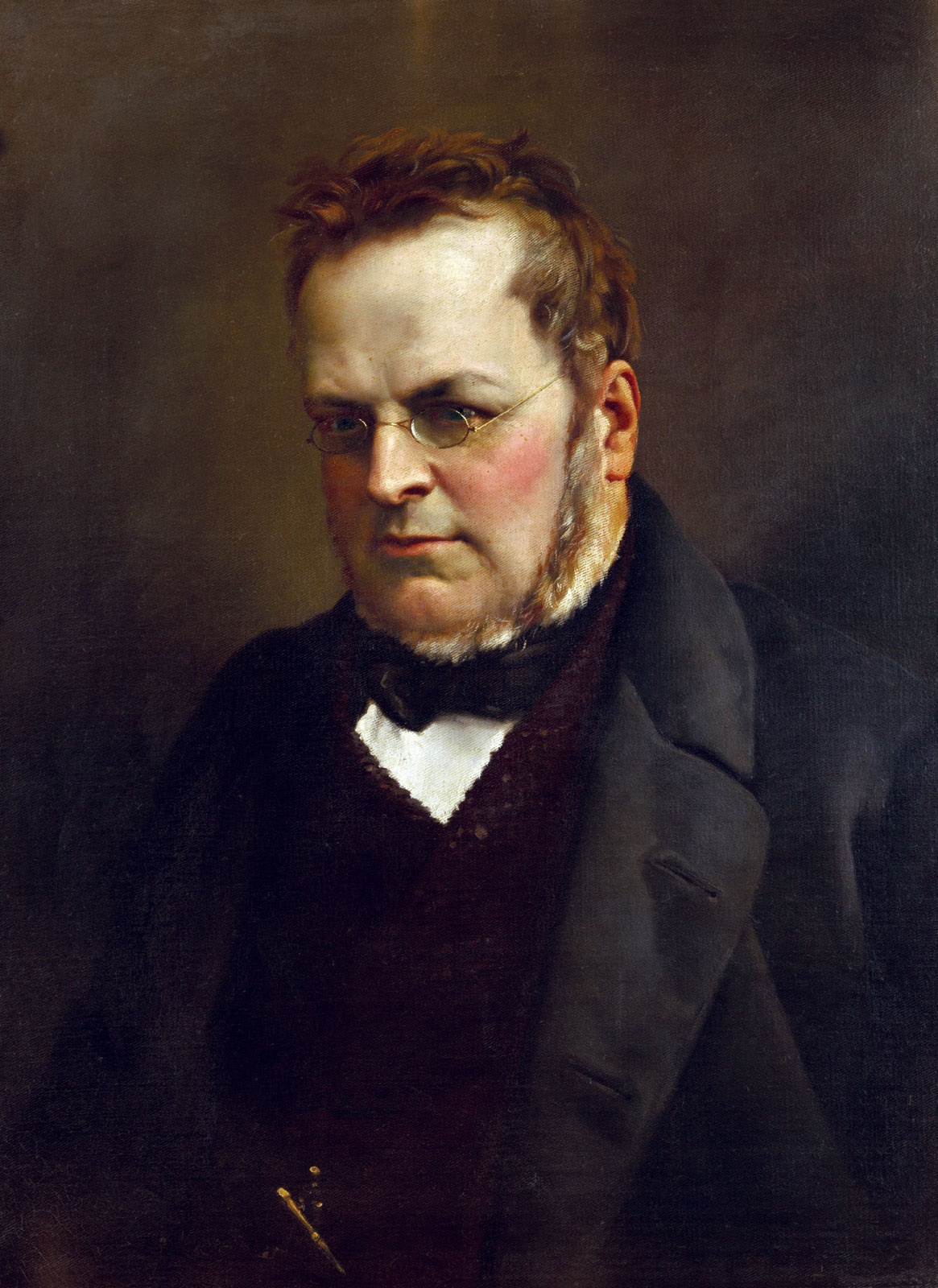
カミッロ・カヴール。

パルマ公国もモデナと合併されて議会が開かれることになり、ブッセート市の当局は地域の代表をヴェルディに打診した。政治家の資質などないと自覚していたが、彼はイタリアのためとこれを受けた。9月7日に開かれたパルマ議会はサルデーニャ王国との合併を決議し、ヴェルディはパルマの代表として王国首都のトリノでエマヌエーレ2世に謁見した。さらに彼は郊外で隠棲し農業をしていたカヴールと会い、音楽から身を引いた農夫として政治から身を引いた農夫と話し合った。
その後サンターガタに戻ったヴェルディは妻とジェノヴァ旅行を楽しむなど平穏に過ごしたが、イタリア情勢はまた動き始めた。事態を進められない内閣をエマヌエーレ2世は罷免し、カヴールが復帰すると各小国との合併が進み、1861年に統一は成就してイタリア王国が誕生した。カヴールは初代首相に就任し、彼はヴェルディに国会議員に立候補するよう薦めた。議会中静かに座っている自信が無いと断るヴェルディは逆に説得されしぶしぶ立ち、彼は当選した。下院議員の一員となったヴェルディに能力も野心も無く、ただカヴールに賛成するだけで過ごしたが、6月に当のカヴールが亡くなると意欲は失せ、4年の任期中に特に目立つ政治活動は行わなかった。

### 音楽に倦み、また惹かれる
1861年秋、ヴェルディは音楽制作に戻っていた。激変したイタリアに刺激された事、また、まだ知らぬロシアからのオファーが舞い込んだことも情熱を掻き立てた。一流の歌手が揃うペテルブルクの帝室歌劇場も期待させた。題材をスペインの戯曲に求め、書き上げた曲を携えて12月に夫妻は汽車の乗客となった。しかし、ソプラノ歌手が体調を崩して舞台は中止され、質を落とす位ならばと数ヶ月単位の延期を決めて夫妻はパリに向かった。
1862年2月、ヴェルディはパリでロンドン万国博覧会用の作曲依頼を受けた。これはドイツのジャコモ・マイアベーア、フランスのダニエル＝フランソワ＝エスプリ・オベールと並んだ打診であり、ヴェルディはいわばイタリア代表とも言えた。彼は「諸国民の賛歌 (Inno delle Nazioni)」を作曲し、見物を兼ねてロンドンを訪問したが、万博の音楽監督を担当したナポリ出身の作曲家が面白くなく思ったのか「諸国民の賛歌」演奏を断った。結果、別に演奏され好評を博したが、この曲のイタリア公演は再び不穏さを増した政治情勢を鑑みて断った。
そして秋になり、再びペテルブルクに入ったヴェルディは11月に開演した『運命の力』に一定の満足を得て、しかも聖スタニスラス勲章を贈られる栄誉に授かった。ただしこの作品は他の都市ではあまり評価されなかった。3人が死を迎えて終わるフィナーレ、場面を強調するあまり筋のつながりが悪いなど、台本に無理があった。しかし音楽では、脇役も含めた人物の特徴を表現する多彩な合唱や、テーマや場面そして人物の感情の変化などを繋ぐ音楽はヴェルディの創意が反映していた。数年後には台本の改訂を受けて再演され、本作品は高く評価された。
翌年、『運命の力』スペイン公演を指揮し、さらに『シチリアの晩鐘』再演のためヴェルディはパリに入った。だが、相変わらずオペラ座の仕事は遅くいい加減で、リハーサルを面倒臭がる団員たちにヴェルディは怒りを爆発させイタリアに帰ってしまった。

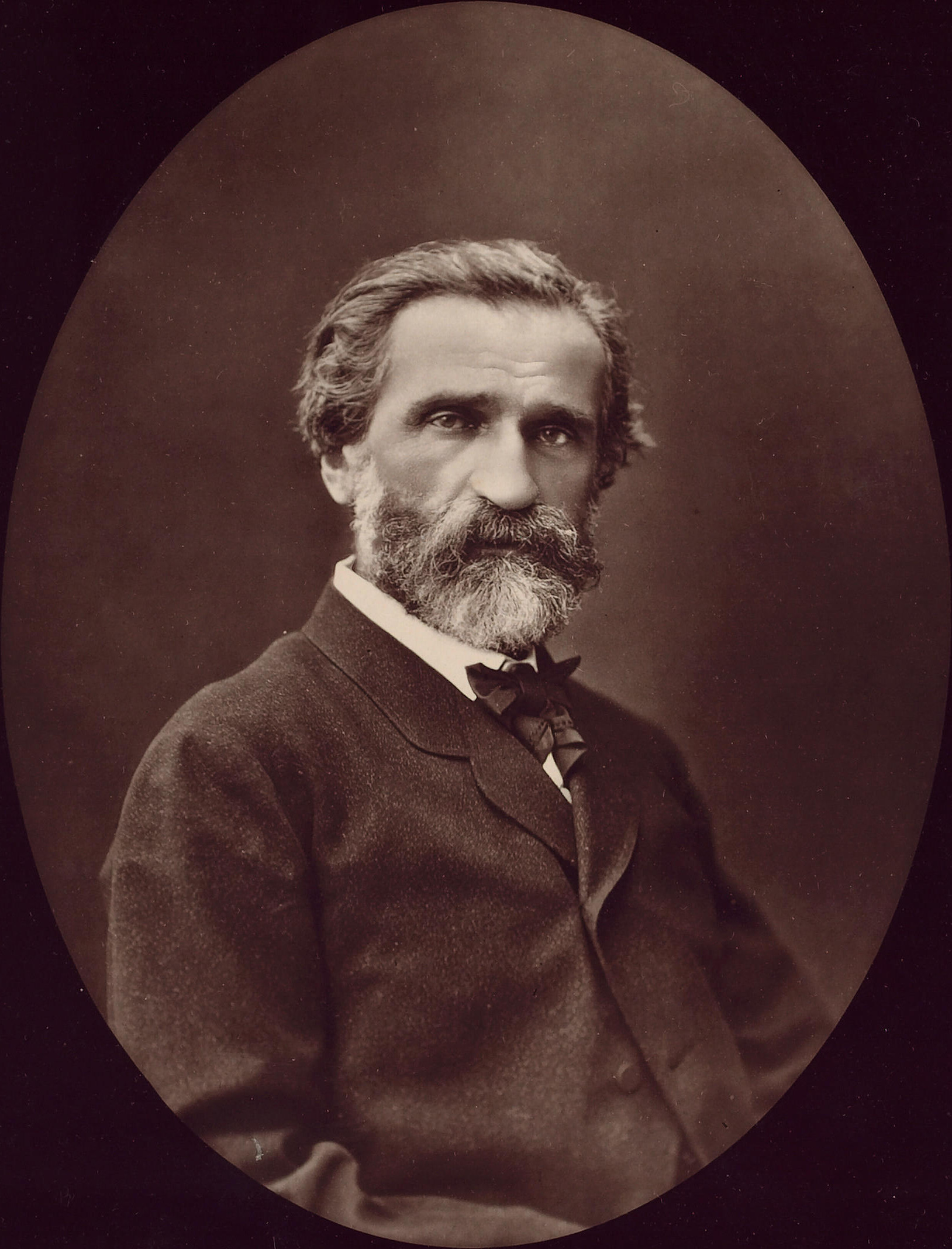
エティエンヌ・カルジャによるヴェルディの肖像。1867年

サンターガタに引っ込み、夫妻で農場経営に精を出すヴェルディは「昔から私は農民だ」とうそぶいていた。しかしイタリア音楽界にはドイツから吹く新しい風に晒され、若い作曲家たちはリヒャルト・ワーグナーから強い影響を受けてヴェルディを過去の人とみなし始めていた。彼はそのような評判を受け流しつつも、皮肉を返すなど内心は穏やかでなかった。そして興行主からはヴェルディの才能は依然高く評価されていた。1864年夏にパリで出版を勤しむエスキュディエから『マクベス』改訂版の上演を打診されると、これをヴェルディは受けた。しかし、ヴェルディの思想とフランス観衆の嗜好が合わず、1865年の公演は失敗した。
だが、1867年にヴェルディは、パリ万国博覧会記念のオペラ制作依頼を、しかも会場があのオペラ座ながら受諾する。フリードリヒ・フォン・シラーの戯曲を題材に選び始まった制作に彼は集中する。傲慢と孤独の間を揺れ動く主人公の心情を描き出すソロは旋律だけに頼らず楽器の音色を効果的に使い、宗教と国家の対立と結末を前例が無いバスの二重唱で表現する。劇性を重視する姿勢はより鮮明に打ち出した。
しかし、結果はまたも惨憺たるもので終わる。前作同様パリはオペラに不必要なバレエの挿入を求め、また観客が夕食から最終列車までの間に観劇が終わるように筋の短縮を迫り、オペラ座の怠慢は全く変わらない。綿密な構想も切り刻まれては観客の心は掴めず、1867年3月開演の『ドン・カルロ』は酷評に晒され、敗北したヴェルディはその後のオペラ座からの打診を受けなかった。
またもヴェルディが音楽活動を休止した。1868年2月、父カルロが亡くなった。彼は弟（ヴェルディの叔父）の娘フィロメーナを養育していたが、彼女はヴェルディ夫妻が引き取り養女とした。半年後、今度はもうひとりの父であるアントーニオ・バレッツィの死を看取った。病に倒れてからは妻ジュゼッピーナも看病に通っていたが回復は叶わず、ヴェルディが弾くピアノ「黄金の翼」を聴きながら息を引き取った。

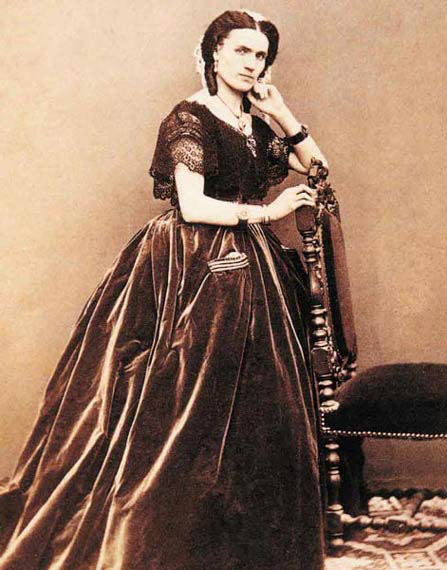
テレーザ・シュトルツ。時期不詳。パルマ、Roberto Spocci コレクション

同年秋、ヴェルディは尊敬する同時代人のひとりジョアキーノ・ロッシーニの死に、他の著名なイタリア人作曲家たちとのレクイエム組曲を共作することになった。しかし彼は熱心に取り組んだが、無報酬であったため他の者はいまひとつ乗らず計画は頓挫した。ヴェルディは、これは長年の友人であり、指揮を予定されていたアンジェロ・マリアーニに熱意が不足していたためと非難した。これにより2人の友情は壊れた。この背景には、ヴェルディ夫妻が度々ヴェネツィアを旅行した際、マリアーニは婚約していたソプラノ歌手テレーザ・シュトルツと会っていたが、考え方の違いなどが影響しマリアーニとシュトルツの関係は段々と悪化していった。マリアーニは、シュトルツがヴェルディに気持ちを傾け始めたためとの疑念を持っており、計画に乗り気でなかったことがあった。

### 『アイーダ』

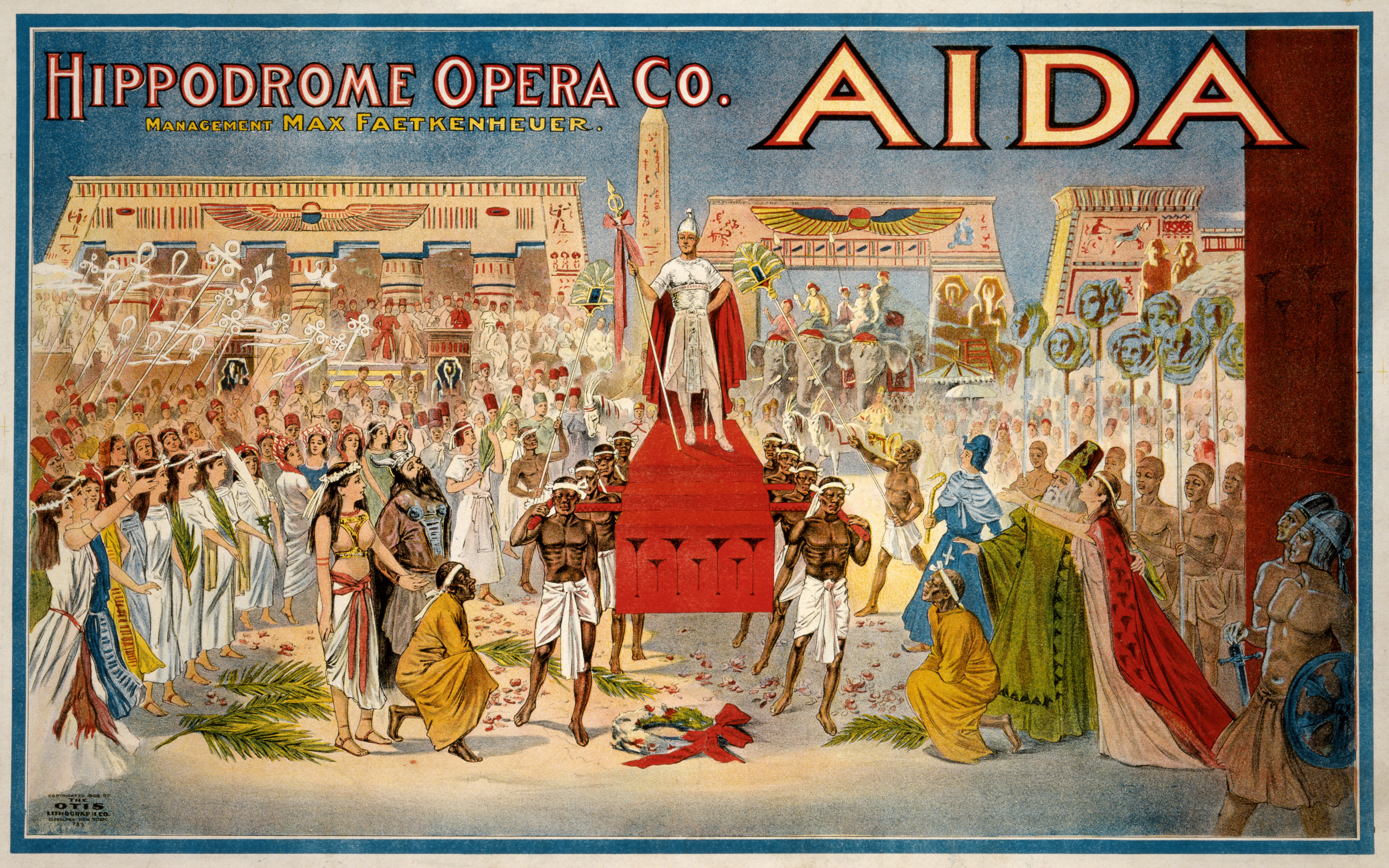
『アイーダ』のポスター（1908年、オハイオ、クリーブランド）

1869年、ヴェルディは『運命の力』に改訂を施して久しぶりとなるスカラ座公演を行った。結末を変更し、新しい曲を加えた本作は成功した。特にソプラノのテレーザ・シュトルツは輝き、ヴェルディは満足した。それでも音楽の世界に戻ろうとはしなかった。1871年、何度もオファーを繰り返していたオペラ座の監督デュ・ロクルはエジプトから新しいオペラハウス用の依頼を持ち込んだ。遠隔地でもあり乗り気でなかったヴェルディだが、劇場側はそれならばグノーかワーグナーに話を持ちかけるとほのめかして焚きつけ、彼の受諾を引き出した。しかしヴェルディは破格の条件をつけ、報酬は『ドン・カルロ』の3倍に当たる15万フラン、カイロ公演は監修しない事、さらにイタリアでの初演権を手にした
。
仕事が始まればヴェルディは集中する。受け取ったスケッチからデュ・ロクルと共同で台本を制作し、エジプトの衣裳や楽器、さらには信仰の詳細まで情報を手に入れて磨きをかけ『アイーダ』を仕上げた。ところが7月に普仏戦争が勃発し、パリで準備していた舞台装置が持ち出せなくなり、カイロ開演の延期を余儀なくされた。一方でヴェルディはスカラ座公演の準備を予定通り進め、慌てたエジプト側はこの年のクリスマスに何とか開演の目処をつけた。わだかまりからマリアーニは指揮を断り、自身も立ち会わないヴェルディは若干不安を覚えたが、初演は大好評を博した。そして1872年2月、アイーダ役のシュトルツのために「おお、我が祖国」を加えた『アイーダ』はスカラ座で開演し、大喝采を浴びた。なお、『アイーダ』はしばしば1869年のスエズ運河開通を記念するために制作されたという説が述べられるが、これはある有名批評家の個人的憶測が元になっている俗説に過ぎない。
『アイーダ』はヴェルディの集大成と言える作品である。コンチェルタートは力強く明瞭な旋律で仕上げ、各楽器の音色を最大限に生かした上、「凱旋行進曲」用に長いバルブを持つ特製のアイーダ・トランペットを開発した。長年目指した曲と劇との融合では、「歌」を演劇の大きな構成要素に仕立て、アリア、シェーナ、レチタティーヴォなど旧来のどのような形式にも当てはまらず、劇全体を繋ぐ独唱・合唱を実現した。パリの経験を上手く消化し、バレエも効果的に挿入された。さらに『椿姫』以来となる女性を主役としたあらすじは、以前のほとんどの作品にあった悲劇的な死ではない官能的な生との別れで終え、観客を強く魅了した。
『アイーダ』と改訂版『ドン・カルロ』はイタリアから世界各地で上演され、どれも好評を得た。ヴェルディはナポリの初演に立ち会うが、その傍らには妻ジュゼッピーナだけでなくシュトルツも付き添い、新聞のゴシップネタとなった。これに対しヴェルディは沈黙し、ジュゼッピーナは悩みつつも醜聞が、既にマリアーニとの婚約を解消していたシュトルツの耳に入らないよう気を配った。
1873年にヴェルディは、亡くなった尊敬する小説家であり詩人であったアレッサンドロ・マンゾーニを讃える『レクイエム』を作曲した。これには、ロッシーニに捧げる「レクイエム」の一部を用いていた。一周忌の1874年5月にミラノの大聖堂で公演された同曲は3日後にスカラ座で再演されるが、そこではよもや死者を追悼する曲から劇場のそれに変貌し、賞賛と非難が複雑に飛び交った。それでもヴェルディの栄華は最高潮にあった。パリではレジオンドヌール勲章とコマンデール勲章を授かり、作品の著作権料収入は莫大なものとなっていた。
農場経営も順調そのもので、買い増した土地は当初の倍以上になり、雇う小作人は十数人までになった。父が亡くなった際に引き取った従妹はマリアと改名し18歳を迎えて結婚した。相手はパルマの名門一家出のアルベルト・カルラーラであり、夫婦はサンターガタに同居した。邸宅はヴェルディ自らが設計し、増築を繰り返して大きな屋敷になっていた。自家製のワインを楽しみ、冬のジェノヴァ旅行も恒例となった。
その一方で公の事は嫌い、1874年には納税額の多さから上院議員に任命されるが、議会には一度も出席しなかった。慈善活動には熱心で、奨学金や橋の建設に寄付をしたり、病院の建設計画にも取り組んだ。その頃に彼はほとんど音楽に手を出さず、「ピアノの蓋を開けない」期間が5年間続いた。
彼が音楽の世界に戻るのは1879年になる。手遊びの作曲「主の祈り」「アヴェ・マリア」を書き始めたことを聞いたリコルディはジュゼッピーナとともに働きかけ、シュトルツの引退公演となるスカラ座の『レクイエム』指揮を引き受けさせた。成功に終わった初演の夜、夕食を共にしたジューリオ・リコルディはヴェルディに久しぶりの新作を打診した。後日、アッリーゴ・ボーイトが持参したシェイクスピア作品の台本を気に入ったが、いまひとつ踏ん切りがつかずボーイトに改訂の指示を与え、サンターガタに送るように言ってその場を凌いだ。

### 集大成『オテロ』

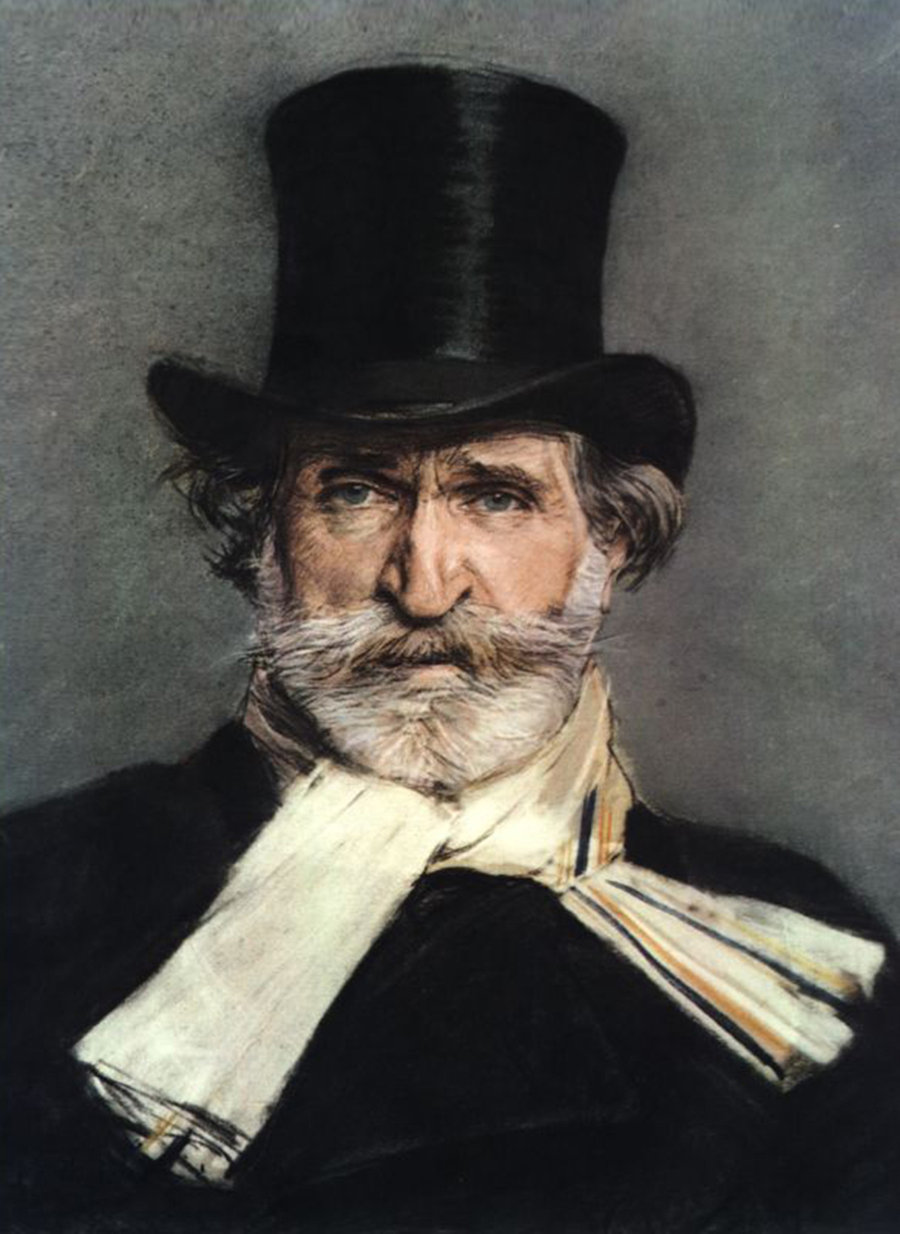
ヴェルディの肖像（J.ボルデイーニ作）(1886年）

1879年11月、農場に届いたボーイトの台本『オテロ』に、ヴェルディは興味をそそられる。早速ミラノに行き話し合いを行った。しかしヴェルディは数年のブランクに不安を覚え、なかなか契約を結ばなかった。そこでリコルディはまたも一計を案じ、ボーイトと共作で『シモン・ボッカネグラ』改訂版制作を提案した。大胆なボーイトの手腕に触発されてヴェルディも新たな作曲を加え、1881年3月のスカラ座公演はかつてとは打って変わって大盛況を得た。

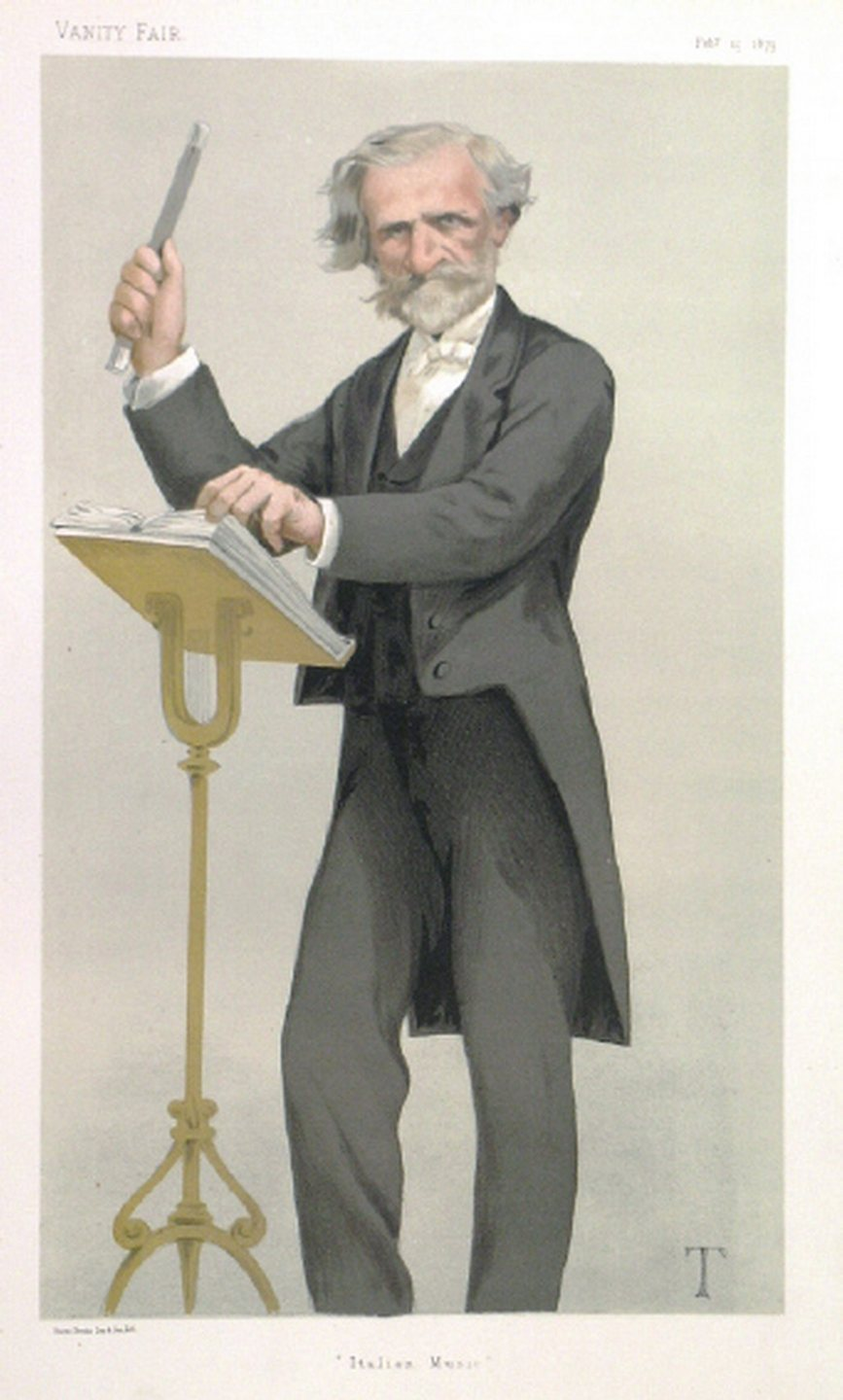
1879年、イギリスの雑誌『バニティ・フェア』に掲載されたヴェルディの肖像。

そして『オテロ』は動き始めたが、なかなか順調に物事は進まなかった。リコルディとボーイトがサンターガタを訪問し台本を詰めた。しかし『ドン・カルロ』3度目の改訂版制作で半年の足止めを受けた。さらに1883年2月にワーグナーの訃報に触れると、「悲しい、悲しい、悲しい…。その名は芸術の歴史に偉大なる足跡を残した」と書き残すほどヴェルディは沈んだ。彼が嫌うドイツの、その音楽を代表するワーグナーに、ヴェルディはライバル心をむき出しにすることもあったが、その才能は認めていた。そして、同年齢のワーグナーなど、彼と時代を共にした多くの人物が既に世を去ったことに落胆を隠せなかった。
それでも1884年の『ドン・カルロ』改訂版公演を好評の内に終えると作業にも拍車がかかり始めた。ボーイトはヴェルディを尊敬し、ヴェルディはボーイトから刺激を受けながら共同で取り組んだ。特にヴェルディは登場人物「ヤーゴ」へのこだわりを見せ、それに引き上げられて作品全体が仕上がっていった。そして1886年11月に、7年の期間をかけた『オテロ』は完成した。
1887年2月、ヴェルディ16年ぶりの新作オペラ『オテロ』初演にスカラ座は、期待以上の出来映えに沸き立った。チェロ演奏を担当していた若きアルトゥーロ・トスカニーニは実家のパルマに戻っても興奮が冷めやらず、母親をたたき起こして素晴らしさを叫んだという。『リゴレット』を越える嵐の表現で開幕し、各登場人物を明瞭に描き出し、彼が追求した劇と曲の切れ目ない融合はさらに高く纏められた。かつての美しい旋律が無くなったとの評もあるが、『オテロ』にてヴェルディはそのような事に拘らず、完成度の高い劇作を現実のものとした。

### 笑いでひっくり返せ
『オテロ』を成功で終えたヴェルディは虚脱感に襲われていた。ローマ開演の招待を断り、また農場に引っ込むと、建設された病院の運営など慈善事業に取り組んだ。そして、引退した音楽家らが貧困に塗れて生涯を終えるさまを気に病んでいたヴェルディは、彼らのために終の棲家となる養老院建設を計画した。これにはボーイトの弟で建築家のカミッロが協力者となった。
一方でボーイトは、ヴェルディの才能は枯渇していないことを見抜いていた。しかし一筋縄ではいかないと、ヴェルディの心残りを突く事にした。散々な評価で終わった『一日だけの王様』以来、ヴェルディが喜劇に手を染めたことは無かった。ボーイトはシェイクスピアの『ウィンザーの陽気な女房たち』を下敷きに一冊のノートを書き、ヴェルディに示した。そして魅力的な数々の言葉を投げた。「悲劇は苦しいが、喜劇は人を元気にする」「華やかにキャリアを締めくくるのです」「笑いで、すべてがひっくり返ります」と。ヴェルディは乗った。

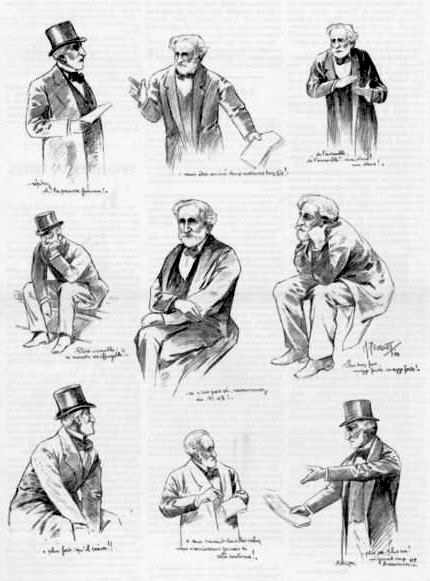
『ファルスタッフ』を監修するヴェルディを描いたスケッチ。フランスの週刊誌「ユニヴェール・イリュストレ」が1894年に掲載。

二人は秘密裏に制作を行った。ヴェルディが新作オペラに取り組んだことが知れると興行主たちが黙っていない上、既に老齢の彼には自信が無かった。親しい友人の訃報も、彼の気力を萎えさせた。しかし、ボーイトが提案した台本は面白く、シェイクスピアを楽曲に訳す作業や主人公の太っちょに息吹を吹き込むことは心底楽しめた。途中、リコリディにばれてしまったが、1年半をかけて『ファルスタッフ』は仕上がった。次はスカラ座に場所を移し、ヴェルディはリハーサルにかかった。主演には『シモン・ボッカネルラ』改訂版や『オテロ』を演じた実績を持つヴィクトル・モレルが努めることになった。ヴェルディは相変わらず完璧を求め、7-8時間のリハーサルも行われた。
そして1893年2月、79歳になったヴェルディの新作『ファルスタッフ』は開幕した。彼が目指した劇と曲の融合は喜劇においても健在で、むしろ圧倒するよりも機微に富んだ雰囲気を帯びて繊細さが増した。アンサンブルは多種多様で、対位法も2幕のコンチェルタートで複雑なポリフォニーを実現した。最後には喜劇に似つかわしくないフーガをあえて用いながら、モレル演じる太鼓腹の主人公に「最後に笑えばいいのさ」と陽気に締めくくらせた。

### 晩年

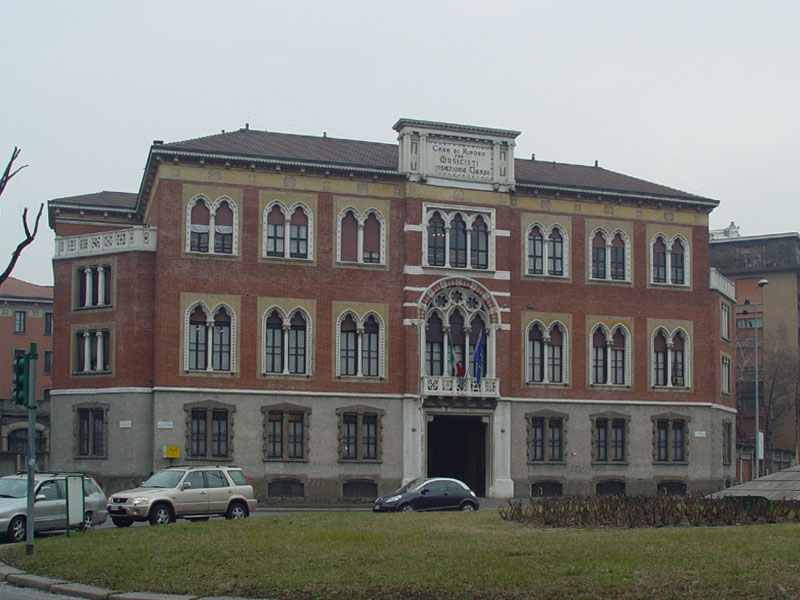
ヴェルディが建設した、音楽家たちの「憩いの家」

『ファルスタッフ』は上演された各地で喝采を浴び、他人に強制されることを極度に嫌っていたヴェルディも向かった。1894年にはフランス語版『オテロ』がいわくつきのオペラ座で公演されることになったが、ヴェルディは拘らずバレエを加えた。初演ではフランス第三共和政大統領のカジミール・ペリエから2度目のレジオンドヌール勲章を受けた。80歳を越えてもまだ精力的に見えるヴェルディに誰もが次回作を期待し、ボーイトも新しい台本を秘かに準備していた。しかし、彼は既に引退を決意していた。
ヴェルディはサンターガタに戻り、音楽ではない仕事に熱心に取り組んだ。構想を暖めていた音楽家のためのカーザ・ディ・リポーゾ・ペル・ムズィチスティ（Casa di Riposo per Musicisti、音楽家のための憩いの家）建設にオペラ制作同様に情熱をかけた。趣味的に作曲も行い、「聖歌四篇」もこの頃に作られた。公のことは嫌って、イタリア政府の勲章もドイツ出版社の伝記も断った。その中でもミラノの音楽院が校名を「ジュゼッペ・ヴェルディ音楽院」に変えようとする事には我慢がならず声を荒らげた。同校の改名はヴェルディの死後に行われた。
だが1898年秋、ヴェルディは伴侶ジュゼッピーナを肺炎で失った(その後もミラノにて生活。Deagostini刊『The Classic Collection』第14号を見よ)。いまわの際、彼女は彼が手に持つ好きなスミレを目にしながら息を引き取った。ヴェルディは目に見えて落胆し、娘マリアやボーイト、そしてシュトルツが付き添った。しばらくして少し回復し、恒例のヴェネツィアへも出掛けたが、彼自身は自らの老いを感じ取っており、1900年4月頃には遺書を用意した。
同年末、娘マリアと一緒にミラノでクリスマスを過ごし、定宿となっていたグランドホテル・エ・デ・ミランで年を越していた。1月20日の朝、起きぬけのヴェルディは脳血管障害を起こして倒れ、意識を失った。多くの知人に連絡が届き、シュトルツ、リコルディ、ボーイトらが駆けつけた。王族や政治家や彼のファンなどから見舞いの手紙が届き、ホテル前の通りには騒音防止に藁が敷き詰められた。しかし、1901年1月27日午前2時45分頃、偉大な作曲家兼農家の男は87歳で死去した。
同日朝、棺がホテルを出発して「憩いの家」に運ばれ、ジュゼッピーナが眠る礼拝堂に葬られた。出棺時にはアルトゥーロ・トスカニーニが指揮し820人の歌手が「行け、わが想いよ」を歌った。遺言では簡素な式を望んでいたが、意に反して1ヶ月後には壮大な国葬が行われ、トスカニーニ指揮の下『イル・トロヴァトーレ』から「ミゼレーレ (Miserere)」が歌われた。彼の墓には、最初の妻マルゲリータの墓標と二人目の妻ジュゼッピーナが沿い、後に亡くなったシュトルツの墓は控えめに入り口のバルコニーにある。

## 作品の変遷

### ヴェルディの時代

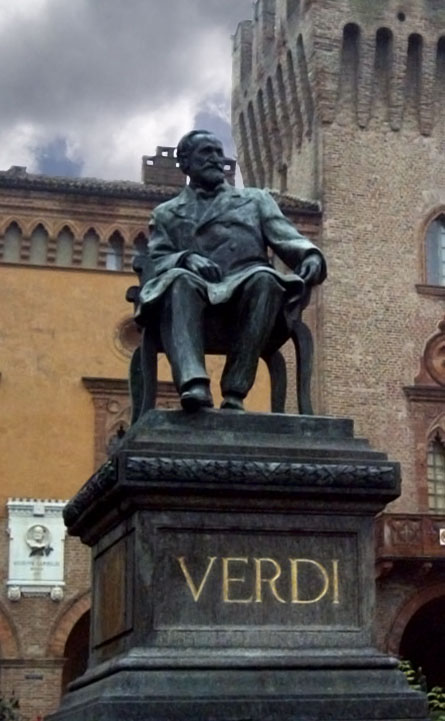
ブッセートのヴェルディ公園 (Piazza G. Verdi) にある彼の像。

イタリア・オペラ史において、1842年の『ナブッコ』から1871年の『アイーダ』までの30年間は特に「ヴェルディの時代」と呼ばれ、歌手の技量に依存する度合いが高いベルカントが衰退してゆき、代わって劇を重視した作品構成が主流となった転換期に相当する。これはヴェルディとワーグナーが導入した手法によるが、イタリアの変革は前者による影響が圧倒的である。
ヴェルディの生涯を通したオペラ作品は、3もしくは4区分で解釈されることが多い。『オベルト』から『スティッフェリーオ』までを第1期、『リゴレット』から『アイーダ』までを第2期、晩年の『オテロ』と『ファルスタッフ』を第3期と置く場合と、晩年は同じながら『マクベス』の存在を重視して『アッティラ』までを1期、『マクベス』から『椿姫』までを2期、『シチリアの晩鐘』から『アイーダ』までを3期、残りを4期とする考えもある。以下では4期区分を軸に解説する。

### デビューから『アッティラ』まで
1期のヴェルディ作品には愛国精神を高揚させる題材が多く、『ナブッコ』で描いた権力者と虐げられた人民の対比を皮切りに、特にそれを意図した『十字軍のロンバルディア人』好評の主要因となった。当時はウィーン会議（1814-1815年）以降他国に支配された状況への不満が噴き出しリソルジメントが盛り上がりを見せていた。何度もの反乱の勃発と挫折を見てきたイタリア人たちは、1846年に即位したピウス9世が政治犯の特赦を行ったことで光明を見出していた。この時期のヴェルディ作品はそのような時流に乗り、エネルギッシュであり新しい時代の到来を感じさせ、聴衆の欲求を掻き立てた。それは聴衆を魅了することに敏感なヴェルディの感覚から導かれたとも言う。しかし、作品の完成度や登場人物の掘り下げ、劇の構成などには劣る部分も指摘される。

### 『マクベス』に始まる人間表現
2期の始まりとなる『マクベス』は、怪奇性が全体を占め、主人公のマクベス夫妻の欲望と悲劇が筋となる台本であった。ヴェルディはこの特異性を最大限に生かした細かな心理描写を重視し、ベルカントを否定してレチタティーヴォを中心に据えるなど合唱がこの雰囲気を壊さないことに心を砕いた。当時のオペラには演出家はおらず、ヴェルディは『マクベス』で150回を越えるリハーサルを行い、シェイクスピアを表現するという総合芸術を目指した。『群盗』は主役のジェニー・リンドを立てることに重点が置かれ、気が進まないまま制作した『海賊』は従来からの傾向が強かった。『レニャーノの戦い』は時局に追随する愛国路線の最後の作品として、それぞれ進歩性は鳴りを潜めた。しかし、『ルイザ・ミラー』や『スティッフェーリオ』からは人物の心理を書き表す方向性が再び示され始めた作品で、最初は観客から理解を得られなかった。
しかし『リゴレット』では醜いせむし男を含む主要な4人物それぞれの特徴を四重唱で対比させ、劇進行を創り上げた。この傾向は動的な『イル・トロヴァトーレ』主役の復讐に燃えるジプシー女、静的な『椿姫』主役の高級娼婦の悲哀と死を表現する劇作において、より顕著なものとなった。『リゴレット』『イル・トロヴァトーレ』『椿姫』は単純な善悪の対立ではなく、複雑な人間性を音楽と融合させて描き出した中期の三大傑作となった。

### 多国籍オペラへ

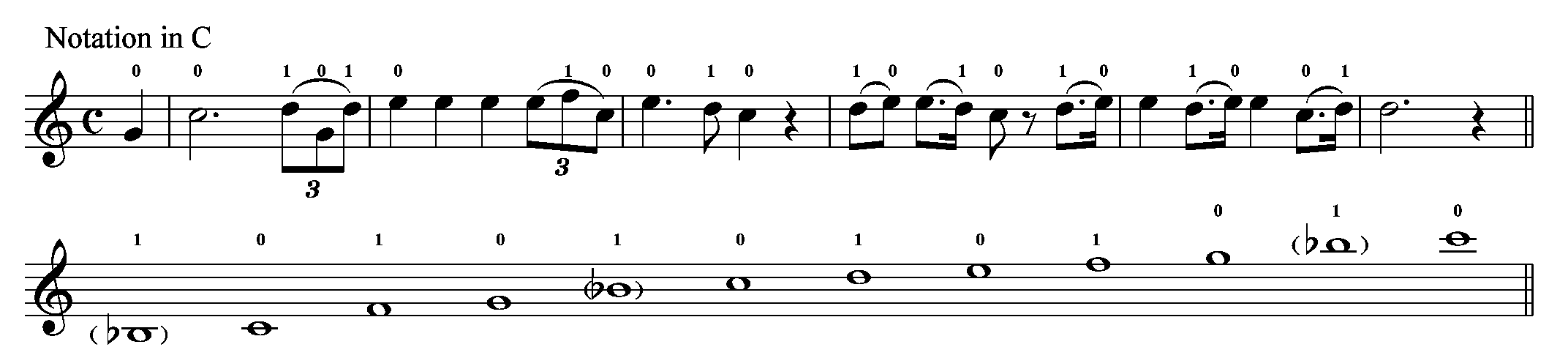
『アイーダ』「凱旋行進曲」の旋律。

『シチリアの晩鐘』の出来はヴェルディに不満を残したが、フランス・オペラ座での仕事を通じ彼はグランド・オペラの手法を取り入れた。『シモン・ボッカネグラ』『仮面舞踏会』『運命の力』は改訂版を含め劇作性を高める方向を強め、『ドン・カルロ』は初演ではいま一つだったが、その改訂版および『アイーダ』ではイタリア流グランド・オペラの成熟を実現した。
特に『アイーダ』は多国籍の様式を混合させた。イタリア・オペラの華麗な旋律で満たしながら、声楽を重視する点は覆して管弦楽とのバランスを取らせ、以前から取り組んだドラマ重視のテーマと融合させることに成功した。舞台であるエジプトについて情報を仕入れたが、楽曲はエジプトの音楽ではなくヴェルディが独自に創造した異国的音楽であった。フランスのグランド・オペラも取り入れながら、その様式もそのままではなく工夫を凝らした4幕制を取るなど、独自の作風を実現した。
ヴェルディの大作は高い人気を誇り、それらを何度も繰り返して公演する方法が一般化し、例えばスカラ座はそれまで年3本程度のオペラを上演していたが、1848年以降は平均でほぼ年1本となった。これはレパートリー・システムと呼ばれた。作曲者は初演こそ慣例的に舞台を監督したが、このシステムが確立すると実際の監督は指揮者が担うことになり、オペラ専門の指揮者が現れだした。この代表がヴェルディの友で後に仲違いをしたアンジェロ・マリアーニである。レパートリー・システムはヴェルディの作品から始まったとも言えるが、指揮者の権限が強まると中には勝手に改作を施す者も現れ、ヴェルディは激怒したと伝わる。しかし、この流れは20世紀の演奏重視の傾向へ繋がってゆく。

### 晩年の傑作
16年の空白を経て発表された新作『オテロ』と最後の作『ファルスタッフ』は、それぞれに独特な作品となったが、いずれも才能豊かなアッリーゴ・ボーイトの手腕と、結果的に完成することはなかったが長年『リア王』を温めていたヴェルディのシェイクスピアに対する熱意が傑作の原動力となった。
『オテロ』は長く目指した音楽と演劇の融合の頂点にある作品で、同時にワーグナーから発達したドイツ音楽が提示する理論（シンフォニズム）に対するイタリア側からの回答となった。演技に対するこだわりも強く、作曲家という範囲を超えて主人公オテロが短刀で自殺するシーンをヴェルディは演技指導し、実演して舞台に転がり倒れこんだ際には皆が驚きの余り駆け寄ったという。
『ファルスタッフ』はヴェルディのすべてを投入した感がある。作風はバッハ、モーツァルト、ベートーベンそしてロッシーニら先人たちの要素を注ぎこみ、形式にこだわらず自由で気ままな作品に仕上げた。そして、自由人ファルスタッフにヴェルディは自身を表現した。過去の作品も経験した苦難や孤独の自己投影という側面もあったが、ファルスタッフに対しては若い頃から他者からの束縛を嫌った自分、富と名声を手にして人生を達観した自分を仮託した。『ファルスタッフ』が完成した時、ヴェルディは「行け、お前の道を行けるところまで。永久に誇り高き愉快なる小悪党、さらば！」と記した。

## イタリア統一運動への影響

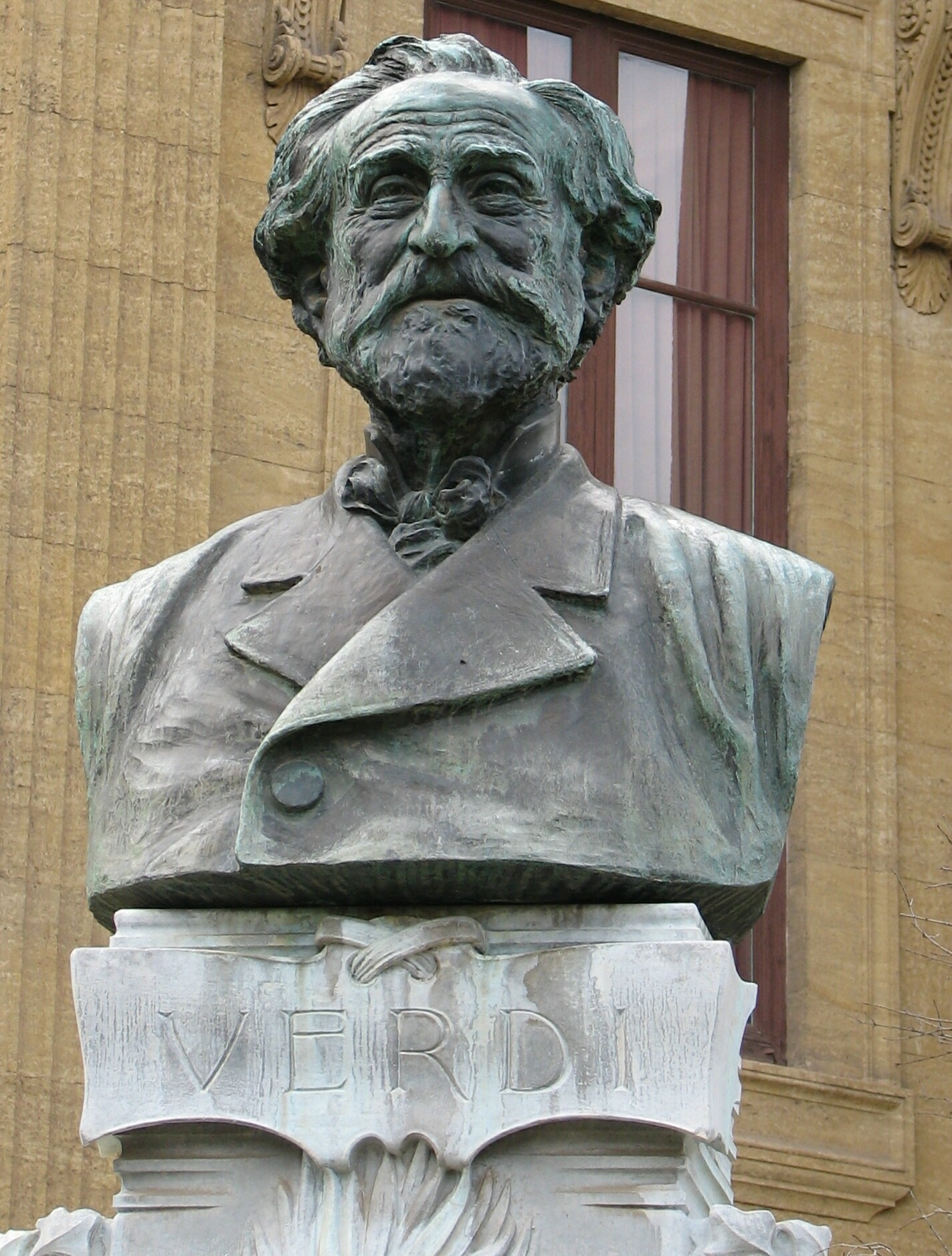
パレルモのテアトロ・マッシモ前に飾られたヴェルディの胸像。アントニオ・ウゴ作

音楽の歴史には、ある神話が永く存在した。それは『ナブッコ』第3幕のコーラス曲「行け、我が想いよ (Va, pensiero)」が、オーストリアが支配力を及ぼしたイタリア国土に含まれていたミラノを歌ったものという話であり、観客は追放される奴隷の悲嘆に触れて国家主義的熱狂にかられ、当時の政府から厳しく禁止されていたアンコールを求め、このような行動は非常に意味深いものだったという。「行け、我が想いよ」は第2のイタリア国歌とまで言われる。
しかし近年の研究はその立場を取っていない。アンコールは事実としても、これは「行け、我が想いよ」ではなく、ヘブライ人奴隷が同胞の救いを神に感謝し歌う「賛美歌 (Immenso Jehova)」 を求めたとしている。このような新しい観点が提示され、ヴェルディをイタリア統一運動の中で音楽を通して先導したという見方は強調されなくなった。
その一方で、リハーサルの時に劇場の労働者たちは「行け、我が想いよ」が流れるとその手を止めて、音楽が終わるとともに拍手喝采した。その頃は、ピウス9世が政治犯釈放の恩赦を下したことから、『エルナーニ』のコーラス部に登場する人物の名が「カルロ (Carlo)」から「ピオ (Pio)」に変更されたことに関連して、1846年夏に始まった「ヴェルディの音楽が、イタリアの国家主義的な政治活動と連動したと確認される事象」の拡大期にあった。
後年、ヴェルディは「国民の父」と呼ばれた。しかしこれは、彼のオペラが国威を発揚させたためではなく、キリスト教の倫理や理性では御せないイタリア人の情を表現したためと解釈される。
また、サルデーニャ王国によるリソルジメントが進む中で、彼の名前Verdiの綴りが  “Vittorio Emanuele Re d’Italia” (イタリア国王 ヴィットーリオ=エヌマエーレ)の略号にもなっていたのも関係している。
ヴェルディは1861年に国会議員となるが、これはカヴールの要請によるもので、文化行政に取り組んだ時期もあったが、カヴールが亡くなると興味を失った。1874年には上院議員となるも、政治に関わることはなかったなかった。

## 楽器
ブッセートのバレッツィ家で、子供の頃のジュゼッペ・ヴェルディが演奏した楽器は、アントン・トマーシェクのピアノだった。後にヴェルディはヨハン・フリッツのピアノを好み、1851年の「リゴレット」から1871年の「アイーダ」の頃まで、ウィーン風6本ペダルのフリッツピアノを使用した。このピアノは現在、イタリアのピアチェンツァ県にある作曲家のヴェルディ邸で見ることができる。
リミニで行われた1857年のA.ガッリ劇場の落成式の際、ヴェルディが演奏したのはヨーゼフ・ダンクのグランドピアノだった。